# Пью (язык, Новая Гвинея)
Пью (Pyu) — один из папуасских языков на севере острова Новая Гвинея. Является изолированным языком на уровне семьи, хотя предположительно включается в квомтари-фасскую филу. Число носителей — около 100 человек, которые живут в деревне Биаке-2 на реке Октобер в провинции Сандаун (бывший Западный Сепик) на самой границе с Индонезией.
О языке практически ничего неизвестно. В квомтари-фасскую филу он был включён Дональдом Лейкоком в своей работе 1975 года.